# Emil Herzog
Emil Herzog (ur. 6 października 2004 w Simmerbergu) – niemiecki kolarz szosowy.

## Osiągnięcia
Opracowano na podstawie:

2021
- 1. miejsce w mistrzostwach Niemiec juniorów (jazda indywidualna na czas)
- 1. miejsce w klasyfikacji młodzieżowej Oberösterreich Juniorenrundfahrt
- 3. miejsce w Aubel-Thimister-Stavelot
  - 1. miejsce w klasyfikacji młodzieżowej
  - 1. miejsce na etapie 2a (jazda drużynowa na czas)
- 2. miejsce w Wyścigu Pokoju Juniorów
  - 1. miejsce w klasyfikacji młodzieżowej

2022
- 1. miejsce w Giro di Primavera
- 1. miejsce w Internationale Cottbuser Junioren-Etappenfahrt
  - 1. miejsce na 1. etapie
- 1. miejsce w Grand Prix West Bohemia
- 1. miejsce w Wyścigu Pokoju Juniorów
- 1. miejsce na etapie 2b Tour du Pays de Vaud
- 1. miejsce w mistrzostwach Niemiec juniorów (start wspólny)
- 3. miejsce w mistrzostwach Europy juniorów (jazda indywidualna na czas)
- 1. miejsce w Ain Bugey Valromey Tour
  - 1. miejsce na 3. etapie
- 2. miejsce w mistrzostwach Niemiec juniorów (jazda indywidualna na czas)
- 1. miejsce w Grand Prix Rüebliland
  - 1. miejsce na 1. etapie
- 3. miejsce w mistrzostwach świata juniorów (jazda indywidualna na czas)
- 1. miejsce w mistrzostwach świata juniorów (start wspólny)